# Kristina Jönsson
Hilda Kristina Jönsson, född 13 maj 1969 i Ljungsarps församling i dåvarande Älvsborgs län, är en svensk före detta handbollsmålvakt. 

## Karriär
Kristina "Kurre" Jönsson, som växte upp i Vällersten utanför Värnamo i Småland, spelade under största delen av sin karriär för Sävsjö HK. Klubben gick upp i elitserien 1989 och lyckades ta sig till SM-final fyra år av fem i elitserien men 1994 då man värvat landslagsspelaren Åsa Eriksson fick klubben vinna sitt första SM-guld. Under åren i Sävsjö debuterade Kristina Jönsson i landslaget redan 1989. Hon blev också Årets handbollsspelare i Sverige 1992 och 1996. Klubben vann sex raka SM-guld 1994, 1995, 1996, 1997, 1998, 1999. Kristina Jönsson vann fyra av dessa för 1997 lämnade hon och sju andra spelare klubben. Karriären fortsatte i danska Ikast-Bording EH som Kristina Jönsson spelade för till 2002. Hon var med och blev Dansk cupmästare 2001, och blev utnämnd till cupens MVP.

## Landslagsspel
Kristina Jönsson debuterade 1989 och spelade i 11 år i landslaget och hon var oftast förstemålvakt. Det blev hela 183 landskamper på dessa tio år. Hon har gjort fler landskamper än någon annan målvakt i Sverige. Hon är stor flicka. Kristina Jönsson räknades som en av världens bästa målvakter under sin landslagstid. I en omröstning om elitseriens bästa spelare i tidningen Match 2016 kom Kristina Jönsson på plats 24 av 30.